# Service syndical des femmes
 (janvier 2025).
 (décembre 2020).
Le Service syndical des femmes est un mouvement syndicaliste féminin et chrétien en Belgique.

## Contexte historique
Au lendemain de la révolution industrielle naît le syndicalisme en Belgique. Cette période sonne le début d'une confrontation entre deux classes sociales se distinguant par leurs rapports sociaux de production ou autrement dit par Karl Marx « lorsque le paysan devient prolétaire ». On retrouve, d’une part, ceux qui possèdent le capital et les moyens de production (représenté par les grands patrons faisant partie de la bourgeoisie) et d’autre part ceux qui ne possèdent que leur force de travail (représenté par les ouvriers faisant partie du prolétariat) . Entre ces deux classes que tout oppose de grandes inégalités apparaissent, divisant progressivement la société. En effet, cette population ouvrière est pauvre, (souvent) analphabète, régi par une législation inégalitaire et par conséquent souffrant de conditions de vie particulièrement précaire. Peu à peu, une « conscience de classe » apparaît et des revendications commencent à voir le jour et ce malgré la prohibition de coalition prévue par l’article 415 du Code pénal de 1830. Ce mouvement ouvrier a conduit à  plusieurs grèves en Wallonie notamment dans une usine de verre à Charleroi qui a été particulièrement sanglante en 1886.
Ce type d'action était relativement rare pour la société de l’époque et ce jusqu'à la création de « l’Association internationale des travailleurs » sous l’impulsion de plusieurs figures de gauche dont Marx . Au milieu du XIXe siècle, les luttes finissent par payer. L’État instaure les premières mesures de droit social en faveur de cette population et met en place une Commission du Travail chargé de proposer des textes de loi qui serviront de référence au législateur en 1886. Ainsi, les premières législations protégeant le travail des enfants et des femmes sont adoptées. Peu de temps après, dans le courant de la même année, le premier syndicat chrétien est formé qui prendra en 1912 l’appellation de Confédération des Syndicats Chrétiens (CSC). Dans ce contexte de lutte sociale apparaissent les premières revendications féminines émanant  de mouvements d’ouvrières.

## Création
L'émergence du syndicalisme féminin chrétien s'est construite en plusieurs phases. Premièrement, on observe que les femmes se réunissent progressivement par corps de métier et ont établi des syndicats notamment dans les professions de l'aiguille (couturières, gantières, etc.).
En effet, le microcosme syndical chrétien n'a jamais occulté la présence des femmes et cela se traduit notamment par la création d'un secrétariat général des unions professionnelles féminines chrétiennes (également appelé secrétariat général des Syndicats des femmes chrétiennes de Belgique) en 1912 à Bruxelles dont Victoire Cappe est la fondatrice, calqué sur son homonyme masculin dirigé par le père R.P. Rutten. Par ailleurs, ce secrétariat sera rebaptisé Secrétariat Général des Œuvres Sociales Féminines Chrétiennes en conséquence un élargissement progressif du champ d'action en 1918. Énième confirmation lorsque le père Rutten reconnait au sein de son programme social des syndiqués chrétiens au mouvement féminin chrétien le droit de disposer d’organisations autonomes en 1918. Il semble évident qu'à ce moment précis l'enjeu est de reconnaitre, stimuler le syndicalisme féminin, le développer et le revendiquer dans une société patriarcale autour d’un syndicalisme chrétien majoritairement masculin.
Dans un second temps, il était question de mettre l'accent sur l'instruction des femmes et particulièrement celle du monde ouvrier. Dotée d'une grande force de persuasion, Maria Baers fait office de figure notable exerçant une grande influence dans le monde syndical (chrétien) de l'époque. Néanmoins, l'autonomie des femmes commence à déranger et la direction intersyndicale des femmes est dorénavant entre les mains de Rutten. De ce fait, la commission intersyndicale des femmes est vouée à disparaitre en 1926 et les différentes commissions/centrales (régionales et nationales) vont se réunir autour de la CSC. Entre la crise économique de 1929 et à l'aube de la Seconde Guerre mondiale, la syndicalisation féminine chrétienne est ralentie. Toutefois, le mouvement gagne un second souffle en 1936 lorsque le sujet de l’allocation de chômage obligatoire occupe le devant de la scène. A ce moment précis, la CSC a besoin de militantes capables de défendre et élever ses revendications.
Historiquement, ce mouvement se voulait être le fruit d’un accord avec des organisations féminines adultes d'une part (les LOFC -Ligues ouvrières féminines chrétiennes fondées par Victoire Cappe et le KAV - Kristelijke Arbeiders Vrouwengilde – actuel Femma- fondé par Maria Baers)  et d'autre part des organisations féminines de jeunesses (JOCF - La Jeunesse ouvrière féminine à l'initiative de Joseph Cardijn et son équivalent flamand la VKAJ -  Vrouwelijke Katholieke Arbeidersjeugd) en 1938 . Ces associations francophone et flamande devaient mener diverses actions de nature syndicale grâce au financement de la CSC dans le but de s’engager en faveur de l’égalité de genre notamment en matière salariale. Il s'agissait d'un réel travail de propagandes auprès des jeunes filles et des femmes adultes jusqu'en 1945. Cependant, la CSC n’étant pas séduite, va décider de s’en occuper elle-même. C’est ainsi, dans un contexte de lutte en faveur de meilleures conditions de travail, et plus particulièrement de recherche d’égalité entre hommes et femmes, que nait au sein de la CSC, le service syndical des femmes, en 1947 avec à sa tête Maria Nagels.Le syndicalisme chrétien n’a pas exclut les femmes de leur mouvement en comparaison avec d’autres syndicaux tel que la FGTB. Ainsi, des mouvements syndicaux exclusivement féminins se sont intégrés à la CSC au cours de son histoire.

## Missions
Contrairement à la Constitution belge de 1831 qui occultent la présence des femmes dans la sphère publique, le mouvement syndical chrétien les a toujours reconnus et exploités au sein de la CSC depuis 1947. De ce fait, plusieurs grandes luttes émanant d’ouvrières vont naitre au XXe siècle. Ces dernières vont former des groupes et participer à des mouvements de grèves dont celle de la fameuse Fabrique National d’Herstal en 1966 qui a duré douze semaines avec à sa tête Germaine Martens , femme ouvrière et communiste. En effet, les femmes exigeaient à titre principal une égalité en matière de salaire entre hommes-femmes en vertu de l'article 119 du Traité de Rome (revendication faites sous le slogan « A travail égal, salaire égal ») et davantage de reconnaissance de la place qu’occupe la femme dans la société qui ne s’arrêtait plus seulement au domaine privé où elles étaient cantonnées à un rôle de ménagère et certainement plus depuis le travail commun fourni lors de la Seconde Guerre Mondiale.
Il ne s'agit pas d'une simple demande de principe mais un véritable droit qu’elles réclament. Gisèle Halimi, dans son ouvrage, Droits des hommes et droits des femmes montre combien dans un système démocratique, il est nécessaire que les règles politiques et juridiques viennent encadrer le principe d'égalité, sinon cela resterait une abstraction, un slogan détaché de la réalité concrète qui est et reste inégalitaire dans son essence. Cette revendication notoire a eu un impact sur la position de la femme en Belgique et plus généralement en Europe bien qu’elles aient gagné, in fine, qu’à moitié (deux francs et demi au lieu des cinq demandés).
Les revendications de la CSC se concentrent en deux points :   
1. Une représentation réaliste des femmes selon leur effectif syndical
2. Un impact tant sur le domaine professionnel que sur la société en son intégralité

Ces revendications ont une incidence tant sur les enjeux démocratiques, l'encrage du mouvement syndical et plus généralement sur une conception de la société plus égalitaire.

## Structure
Aujourd’hui, la CSC compte plus d’un million de membres dans ses rangs devenant ainsi le syndicat avec le plus d’adhérents du Royaume. Cette organisation syndicale repose sur une structure en deux piliers : Une centrale professionnelle (déterminé par son lieu de travail) et une fédération interprofessionnelle (relative à notre domicile). De ce fait, être membre de la CSC induit une double affiliation.
La Confédération est l’organisation-mère qui soutient et coordonne le fonctionnement des centrales professionnelles et des fédérations régionales. La CSC est présidée par Marc Leemans et son secrétaire général est Marie-Hélène Ska qui est la seule et unique femme à occuper un poste de direction au sein de cette organisation.

## Évolution
Depuis les années 2000, la CSC a mené différentes actions, parfois conjointement à d'autres syndicats belges, pour tenir ses engagements. Un des tournants les plus importants a été réalisé lors du 32ème Congrès de CSC du 17 au 19 octobre 2002 où émerge le constat que malgré la bonne volonté du syndicat, aucun réel progrès n'a été réalisé dans les dernières quatre années. Un plan d'action à l'échelle nationale a été mis en place avec des échéances et des obligations de moyens. Ce plan comprend notamment une égalité dans la représentation avec un quota d'un tiers de représentativité tant pour les hommes que pour les femmes. Une représentativité proportionnelle, cette fois, est également prévue au sein de la composition des listes pour les élections sociales.
La transition progressive mise en place par la CSC est également faites lors de la signature de la Charte Gendermainstreaming dans les syndicats en 2004 par les trois principaux syndicats belges, la FGTB et la CGSLB, en plus de la CSC. Cette Charte établit que l'égalité homme-femme n'est plus seulement à la charge des femmes mais bien de tout êtres humains.
Dans le courant de l'année 2008, la CSC prend sa mission à un autre niveau en constituant un plan d'action tenant sur trois piliers : la formation syndicale, la communication et les négociations. Ce plan d'action comprend différentes méthodes comme une check-list pour les formations syndicales respectant l'égalité homme-femme, pour ce qui est de la communication, de nombreuses campagnes ont été menées pour sensibiliser le public au sujet de l'égalité des chances dont notamment en mars 2020 à l'occasion de la grève du 8 mars organisé par le Collectif 8 mars, en enjoignant les femmes à se mettre en grève pour la journée internationale des droits de femmes. Enfin, un document sur des propositions de négociations a été rédigé par la CSC.
Cette lutte pour l'égalité et la visibilité des femmes dans le monde du travail a été poursuivie également lors de la pandémie de COVID-19 avec un édito ayant pour titre Quand le monde s'arrête, les femmes continuent !.
À la suite des dernières élections sociales, la CSC reste le premier syndicat du pays, devant la FGTB, avec 57,5 % des sièges dans les Comités pour la prévention et la protection au travail et 55,71 % des sièges dans les Conseils d’entreprise. 

## Personnalités
Le service syndical des femmes de la CSC est un mouvement ouvrier chrétien qui s’est construit progressivement. Au cours de son histoire, plusieurs acteurs sont intervenus dans sa construction afin de rendre les revendications féminines existantes. De ce fait, il n’existe pas de membres originaires au service syndical tel qu’on la connait aujourd’hui mais quelques personnalités fortes et influentes qui ont conduit à sa création.
Parmi elles : 
- Maria Nagels
- Victoire Cappe
- Maria Baers
- Marie-Henriette Pirard[24]

Cependant, le principal acteur demeure les femmes belges qui ont participé, enrichis et rendu la cause féminine possible.

## Dissolution
La dissolution de la partie féminine de la CSC n'a jamais eu lieu à proprement parler. En effet, il s'agit plus d'une incorporation au sein même de la CSC des revendications concernant l'égalité entre les hommes et les femmes.